# Vilaür

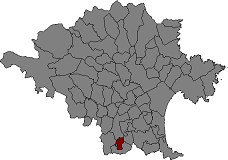
Położenie gminy na mapie comarki Alt Empordà.

Vilaür – gmina w Hiszpanii,  w Katalonii, w prowincji Girona, w comarce Alt Empordà.
Powierzchnia gminy wynosi 5,49 km². Zgodnie z danymi INE, w 2005 roku liczba ludności wynosiła 140, a gęstość zaludnienia 25,50 osoby/km². Wysokość bezwzględna gminy równa jest 65 metrów. Współrzędne geograficzne gminy to 42°8'42"N, 2°57'25"E.

## Miejscowości
W skład gminy wchodzą dwie miejscowości, w tym miejscowość gminna o tej samej nazwie:
- Camallera – liczba ludności: 25
- Vilaür – 115

## Demografia
- 1991 – 104
- 1996 – 117
- 2001 – 115
- 2004 – 136
- 2005 – 140